# Elaphria villicosta
Elaphria villicosta là một loài bướm đêm trong họ Noctuidae.